# Edward Luckhaus
Edward Luckhaus (Edward Gustaw Adolf Luckhaus, später Eduard Luckhaus; * 31. August 1910 in Hluchiw; † 12. Mai 1975 in Pfaffenhofen an der Ilm) war ein deutsch-polnischer Dreispringer.
Für Polen startend wurde er Vierter bei den Leichtathletik-Europameisterschaften 1934 in Turin und Sechster bei den Olympischen Spielen 1936 in Berlin.
Seine persönliche Bestleistung von 15,21 m stellte er am 14. Juni 1936 in Bialystok auf.
Nach dem Zweiten Weltkrieg ließ er sich in Pfaffenhofen an der Ilm nieder, wo er als Sportlehrer und Maler tätig war.